# Alluaudina
Alluaudina este un gen de șerpi din familia Colubridae.

Cladograma conform Catalogue of Life:
| Alluaudina | \| \| Alluaudina bellyi \| \| \| \| \| \| Alluaudina mocquardi \| \| \| \| |
|            | \| \| Alluaudina bellyi \| \| \| \| \| \| Alluaudina mocquardi \| \| \| \| |
|            | Alluaudina bellyi                                                          |
|            |                                                                            |
|            | Alluaudina mocquardi                                                       |
|            |                                                                            |